# Hrabia Monpezat

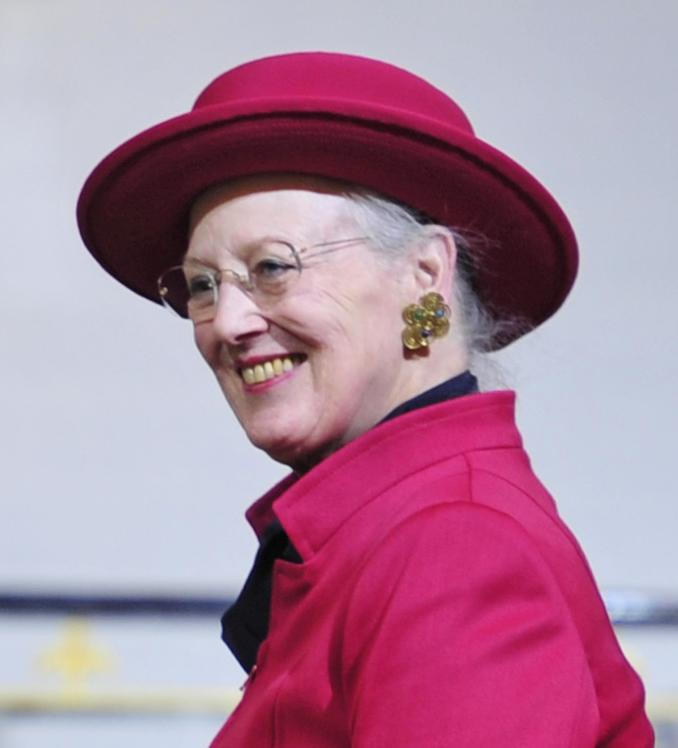
Królowa Danii, Małgorzata II, która w 2008 roku nadała tytuł hrabiego Monpezat swoim dwóm synom, ich żonom oraz dzieciom

Hrabia Monpezat (duń. Greve af Monpezat) – duński tytuł arystokratyczny. Został przyznany przez królową Danii, Małgorzatę II, w 2008 roku dla jej dwóch synów, ich żon oraz dzieci. Tytuł opiera się na francuskim tytule hrabiego de Laborde de Monpezat (fr. Comte de Laborde de Monpezat), którym posługiwał się mąż monarchini, książę Henryk.
Dwaj synowie królowej, Fryderyk i Joachim, noszą tytuł hrabiego (greve), ich żony – tytuł hrabiny (grevinde). Ich dzieci noszą natomiast – w zależności od płci – albo tytuł hrabiego (greve), albo tytuł hrabianki (komtesse).

## Hrabiowie Monpezat[2]
- Fryderyk (ur. 1968), książę koronny Danii, hrabia Monpezat
- Maria (ur. 1972), księżna koronna Danii, hrabina Monpezat
  - Chrystian (ur. 2005), książę Danii, hrabia Monpezat
  - Izabela (ur. 2007), księżniczka Danii, hrabianka Monpezat
  - Wincenty (ur. 2011), książę Danii, hrabia Monpezat
  - Józefina (ur. 2011), księżniczka Danii, hrabianka Monpezat
- Joachim (ur. 1969), książę Danii, hrabia Monpezat
- Maria (ur. 1976), księżna Danii, hrabina Monpezat
  - Mikołaj (ur. 1999), hrabia Monpezat
  - Feliks (ur. 2002), hrabia Monpezat
  - Henryk (ur. 2009), hrabia Monpezat
  - Atena (ur. 2012), hrabianka Monpezat

## Decyzja z 2022 roku
28 września 2022 roku ogłoszono, że od stycznia 2023 roku dzieci księcia Joachima, młodszego syna królowej Małgorzaty II, stracą swoje prawo do posługiwania się tytułem Jego/Jej Wysokości księcia/księżniczki Danii. Zamiast tego dzieci będą nazywane Jego/Jej Ekscelencją hrabią/hrabianką Monpezat. Decyzja królowej Małgorzaty II w tym zakresie była podyktowana jej chęcią „stworzenia ramy, dzięki której czwórka (jej) wnucząt będzie mogła w znacznie większym stopniu kształtować własne życie”. Spotkało się to jednak z dość ostrą reakcją pierwszej żony księcia Joachima – Aleksandry Manley – która stwierdziła, że decyzja była „jak grom z jasnego nieba” i spowodowała, że dzieci poczuły się „wykluczone” i „nie mogą zrozumieć, dlaczego odbiera im się ich tożsamość”. W odpowiedzi na to rzeczniczka rodziny królewskiej, Lene Balleby, poinformowała, że debata nad odebraniem tytułów książęcych dzieciom księcia Joachima trwała od maja 2022 roku, a sam książę „był zaangażowany i w pełni informowany na każdym etapie tego procesu”.